# Baril Echivalent Petrol
Un Baril Echivalent Petrol (BEP) (engleză barrel of oil equivalent - BOE) este o unitate de măsură a energiei. În principiu ea este egală cu energia chimică eliberată prin arderea unui baril de petrol.

## Definire
Petrolul este o substanță a cărei compoziție nu este constantă, astfel că densitatea sa și puterea calorifică (căldura de ardere) variază în funcție de sortiment. De aceea Internal Revenue Service (serviciul de taxe și impozite al SUA) îl definește drept 5,8×106 BTU59 °F.
Energia conținută de 1 BOE corespunde cu cea conținută în aproximativ 170 m3N (6000 de picioare cubice) de gaz natural

## Conversii
- 1 BEP = 6,1178632×109 J = c. 6,118 GJ
- 1 BEP = 1,7 MWh

## Conversia în energie electrică
BEP se referă la energia chimică a combustibililor, astfel că dacă se dorește estimarea energiei electrice care se poate obține prin arderea lor, trebuie luat în considerare randamentul net al termocentralelor. Un raport din 2007 al British Petroleum estimează acest randament la c. 38 %, adică practic dintr-un BEP se pot obține c. 0,65 MWh.